# Isla Soyaltepec (ö)
Isla Soyaltepec är en ö i Mexiko. Den ligger i sjön Miguel Alemán och tillhör kommunen San Miguel Soyaltepec. På ön finns samhället Isla Soyaltepec som är mycket fattigt.